# Amfibiedykare
Amfibiedykare är en tjänst inom den svenska amfibiekåren och har sitt ursprung ifrån Kustartilleriets Mindykare (KA MinDyk). De är organiserade i en enhet om 8 man som är en bataljonsresurs i amfibiebataljonen. Amfibiedykarna verkar som övriga bataljonen där vatten möter land, detta innebär att enheten löser sina uppgifter både i vattnet och på land. Exempel på enhetens olika uppgifter är att säkerställa bataljonens rörlighet genom minspaning, strandrekognosering, röjning av minor samt övrig konventionell armé- och flygvapenammunition, dokumentation och bärgning. Amfibiedykarna ska kunna lösa sina uppgifter självständigt såväl som i samverkan med övriga förband. Detta innebär att amfibiedykarna även utbildas i strid, spaning med mera.
Tjänsten är mycket krävande och ställer stora krav på noggrannhet, uthållighet, förtroende och vilja. En amfibiedykare skall vara fysisk vältränad, händig, psykisk stabil och viljestark. Amfibiedykarna är liksom övriga tjänster inom amfibiebataljonen i hög grad krävande både fysiskt och psykiskt.
Soldater vid Första amfibieregementet (Amf 1) söker frivilligt till utbildningen. Detta görs genom en intresseanmälan under den grundläggande soldatutbildningen. Därefter kommer soldaten att kallas till en uttagning förutsatt att kravprofilen är den rätta. Under uttagningen prövas aspiranten främst fysiskt och testerna avslutas med en befälsintervju i syfte att göra en slutlig lämplighetsbedömning.

## Utbildningen
Utbildningen är 11 månader (Termin 1 och 2) och ser ut enligt följande:
- 10 veckor grundläggande soldatutbildning (GSU)
- 4 veckor fortsatt soldatutbildning (FSU)
- 2 veckor grundläggande dykutbildning (GU-Dyk)
- 8 veckor tillämpad dykutbildning (TU1)
- 4 veckor utbildning hos SWEDEC, minröjning manuella metoder (MMM)
- 4 veckor utbildning hos Röjdykardivisionen, underwater munition disposal (UMD-TU2)

Efter dessa utbildningar påbörjas övnings- och implementeringsskedet, inledningsvis i plutons ram för att sedan avslutas i bataljons ram.